# Perth Zoo
Koordinaten: 31° 58′ 39″ S, 115° 51′ 11″ O

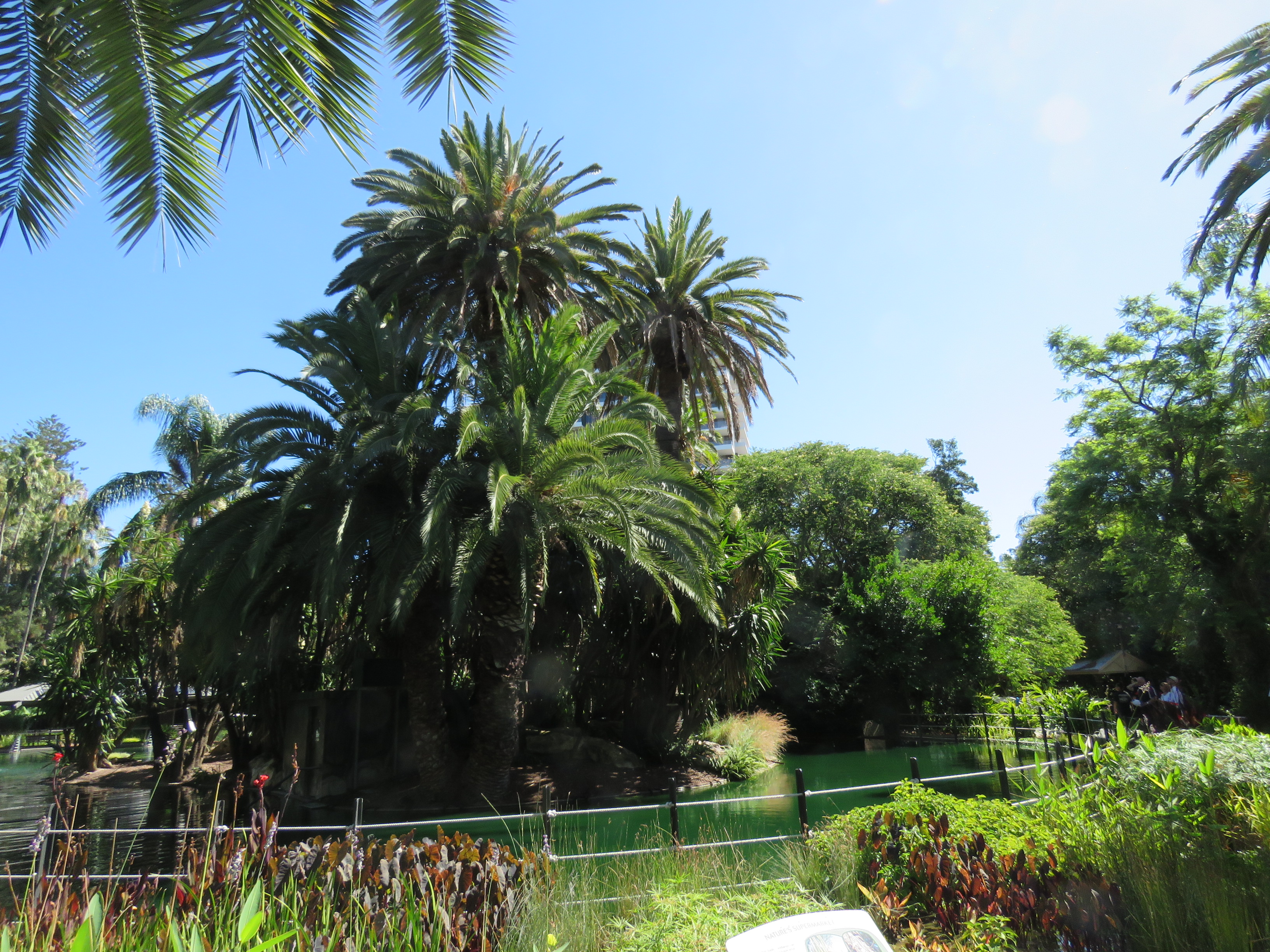
Zoo-Panorama

Der Perth Zoo ist der Zoo von Perth in Western Australia. Er liegt in South Perth, das sich am Südufer des Swan Rivers befindet. Der Tierpark ist Mitglied der Zoo and Aquarium Association Australasia (ZAA) und der World Association of Zoos and Aquariums (WAZA).

## Geschichte
Ende des 19. Jahrhunderts wurde das Western Australian Acclimatization Committee gegründet, das sich um die Fauna und Flora Westaustraliens kümmern sollte und auch für das Ausstellen von Tieren anderer Kontinente zuständig war. Australiens führender Zoo-Architekt Albert Le Souef wurde 1897 beauftragt, einen geeigneten Standort für einen Tierpark zu finden. In den folgenden  Monaten wurden auf einem erwählten 17 Hektar großen Gelände erste Tiergehege gebaut. Die Eröffnung des Zoos erfolgte am 17. Oktober 1898. Neben Anlagen für Tiere wurden auch Reitwege, Tennisplätze, Picknickbereiche und Mineralbäder zusätzlich angelegt. 1919 wurde ein Museum im Zoo für Studenten gegründet. Einige dieser Einrichtungen sind aus traditionellen Gründen nahezu unverändert weiterhin im Zoo vorhanden. Die Tiergehege wurden im Laufe der Jahre ständig den jeweils geltenden Vorschriften für die Tierhaltung angepasst. Die Tiere werden überwiegend in sozialen Gruppen in naturalistischen Freianlagen gehalten. Käfige mit Eisengittern wurden beseitigt und durch Anlagen mit Glaswänden oder Wassergräben ersetzt.

## Tierbestand
Im Perth Zoo werden rund 1200 Tiere in 160 Arten gehalten. Es werden schwerpunktmäßig Tiere, die der australischen Fauna angehören, gehalten. Großenteils sind die Arten in Australien endemisch. Dadurch soll das Interesse der Besucher für die heimische Tierwelt intensiviert werden. Gezeigt werden Säugetiere, Reptilien und Vögel. Im Folgenden ist eine Bild-Auswahl an in Australien heimischen Tieren gezeigt:

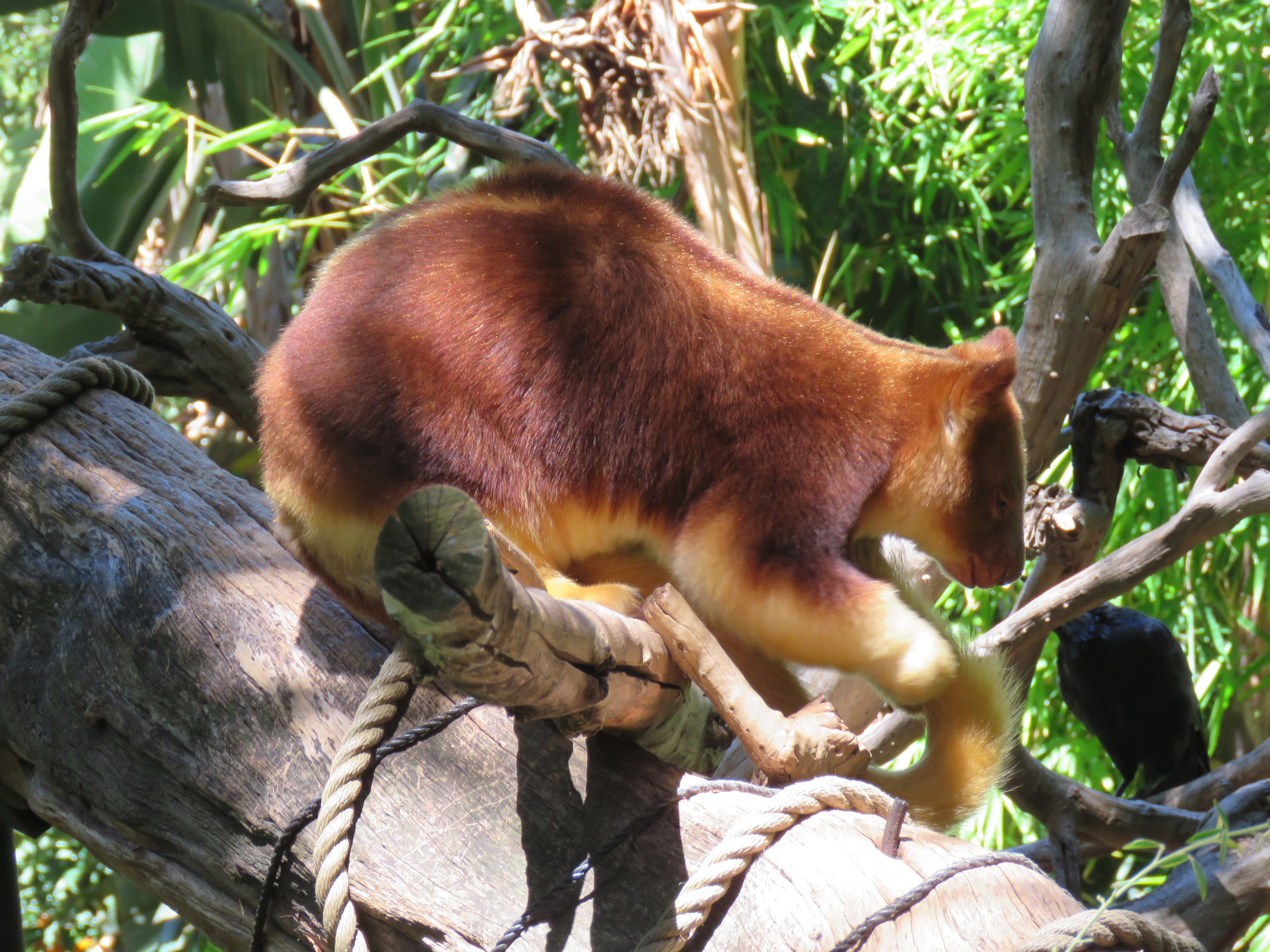
Goodfellow-Baumkänguru (Dendrolagus goodfellowi)
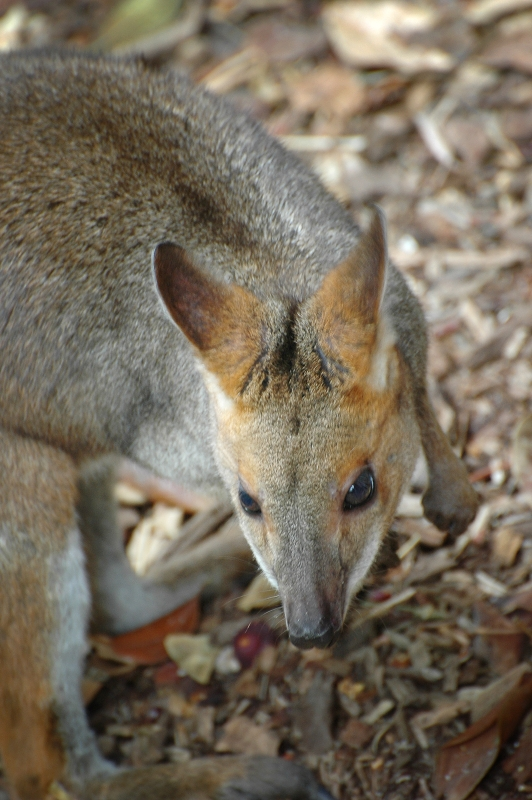
Filander (Thylogale)
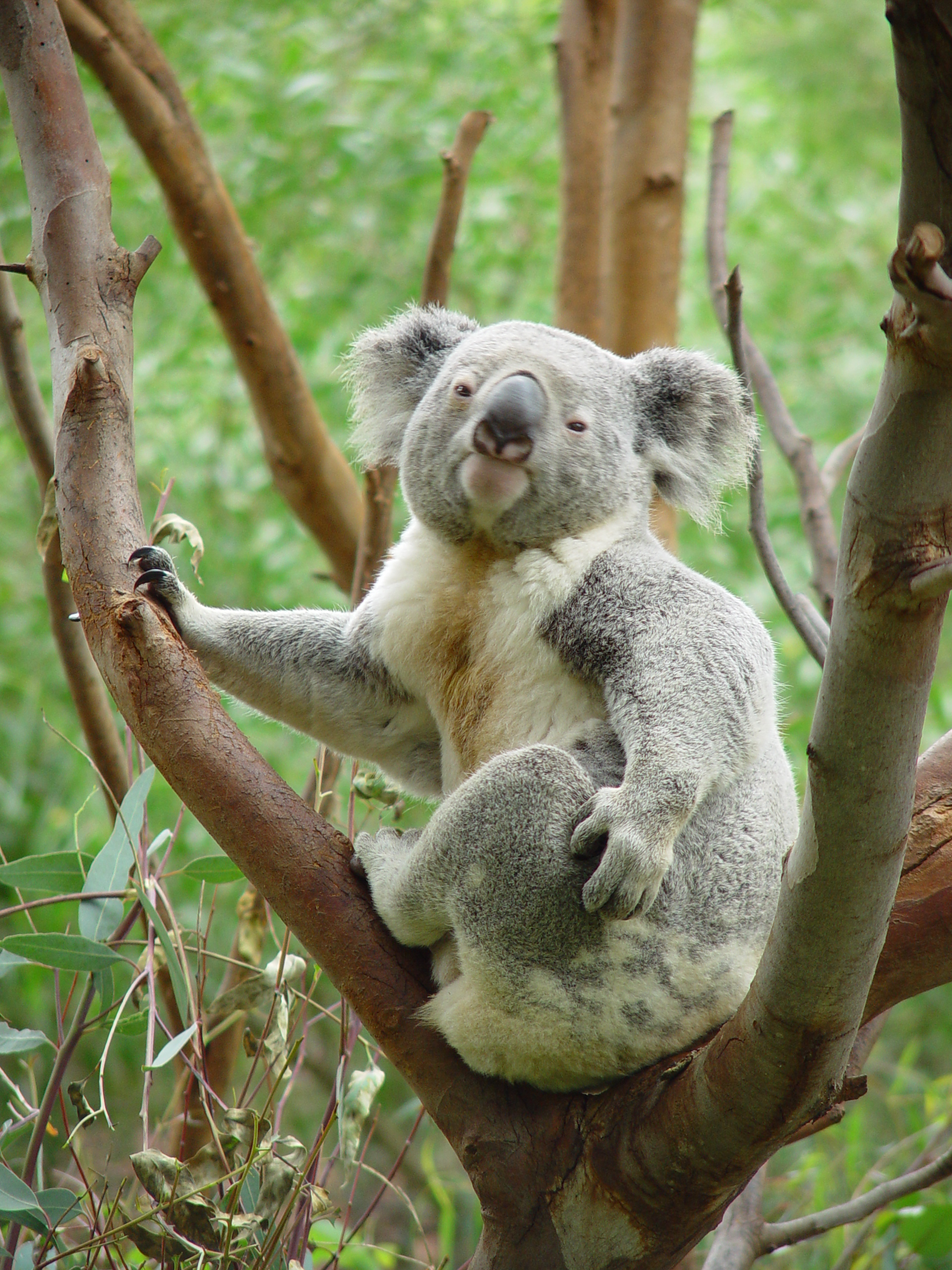
Koala (Phascolarctos cinereus)
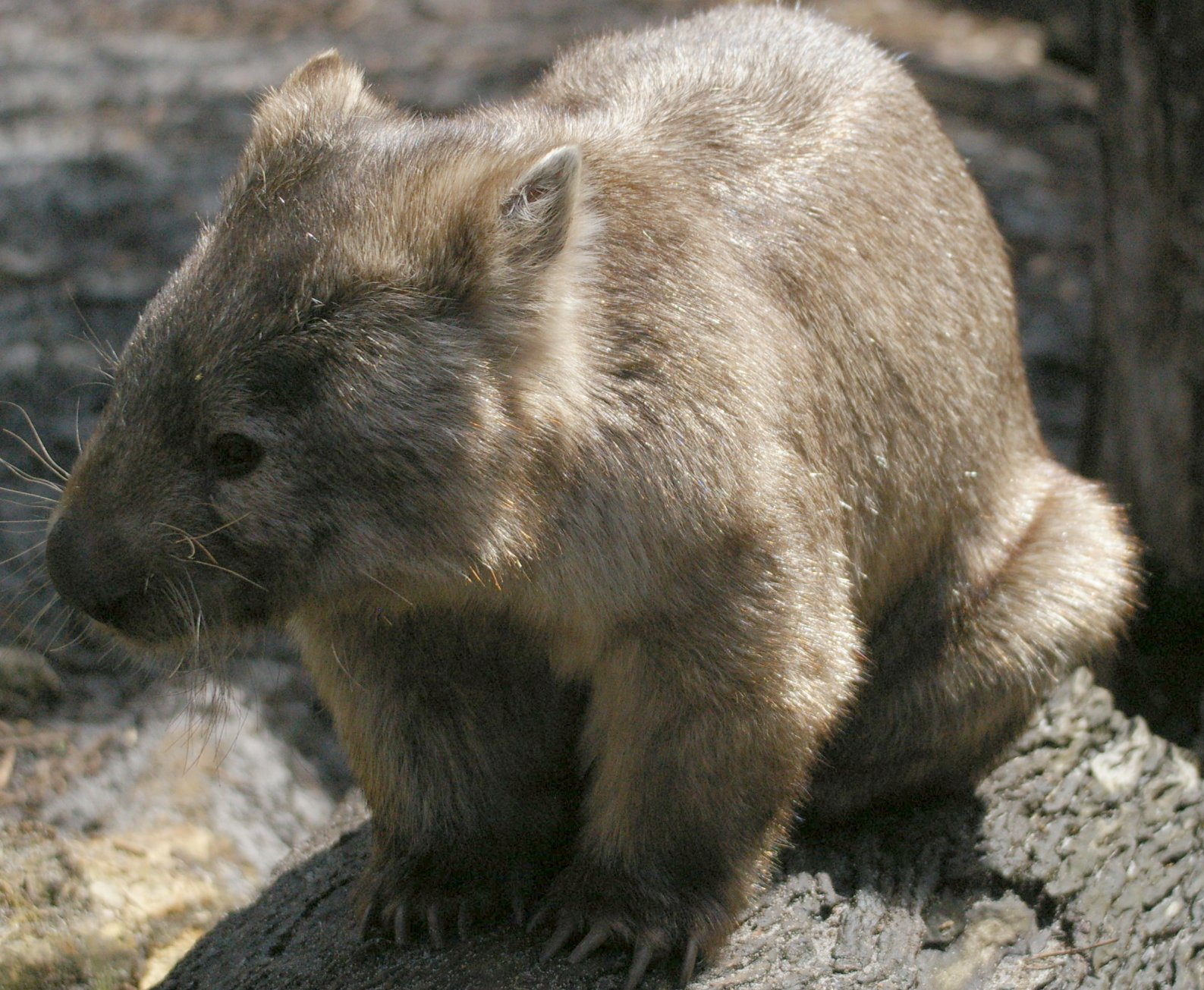
Nacktnasenwombat (Vombatus ursinus)
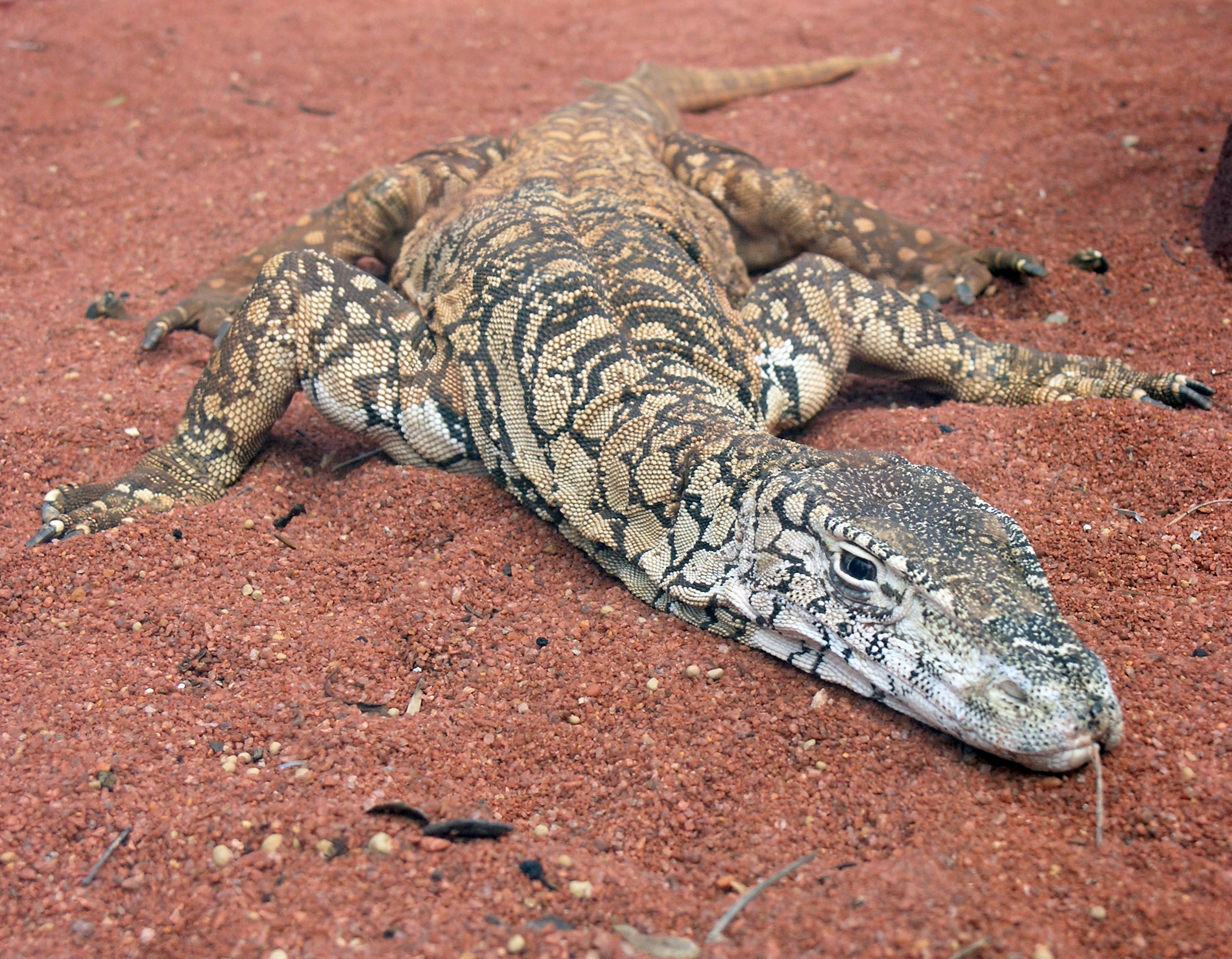
Riesenwaran (Varanus giganteus)
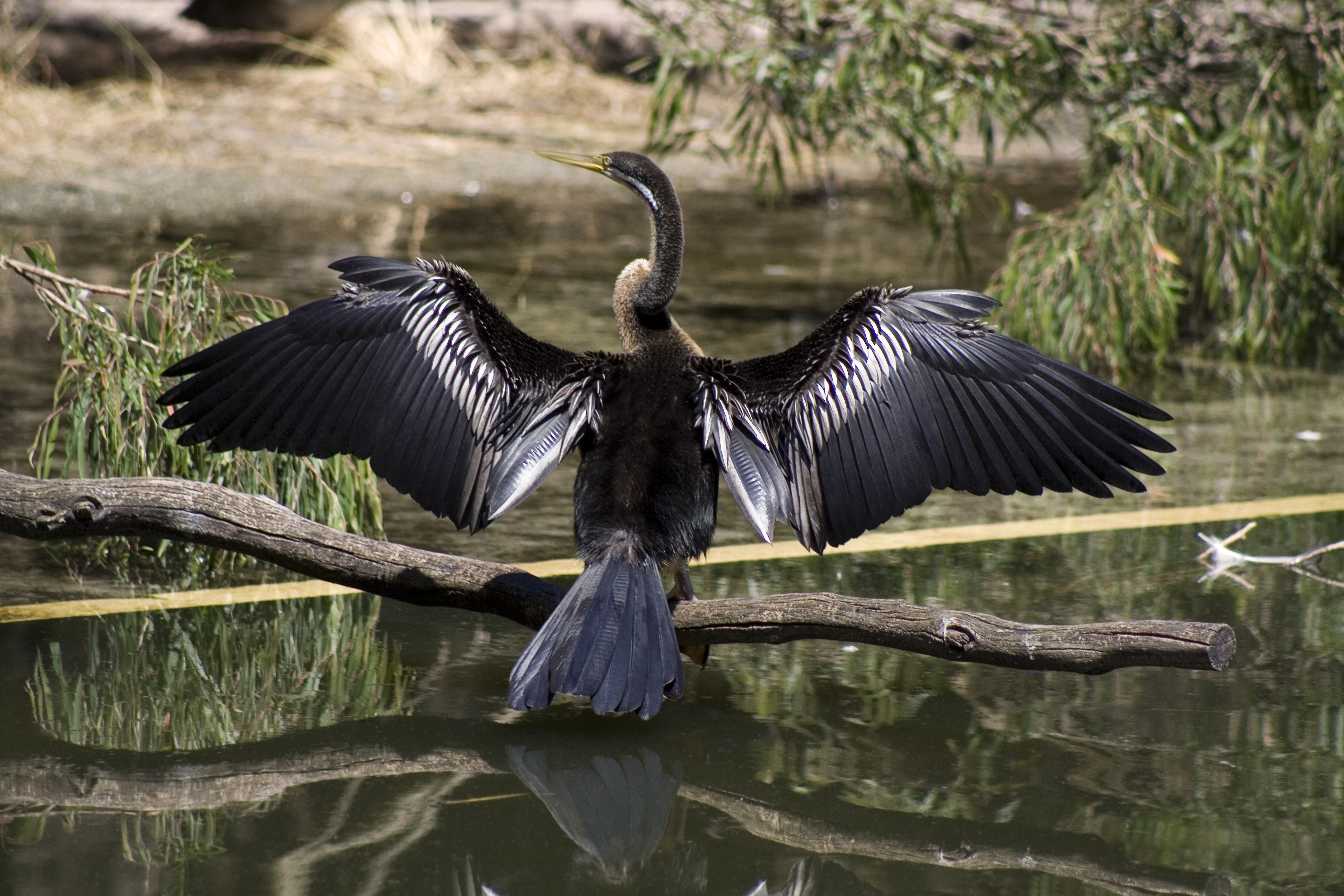
Austral-Schlangenhalsvogel (Anhinga novaehollandiae)
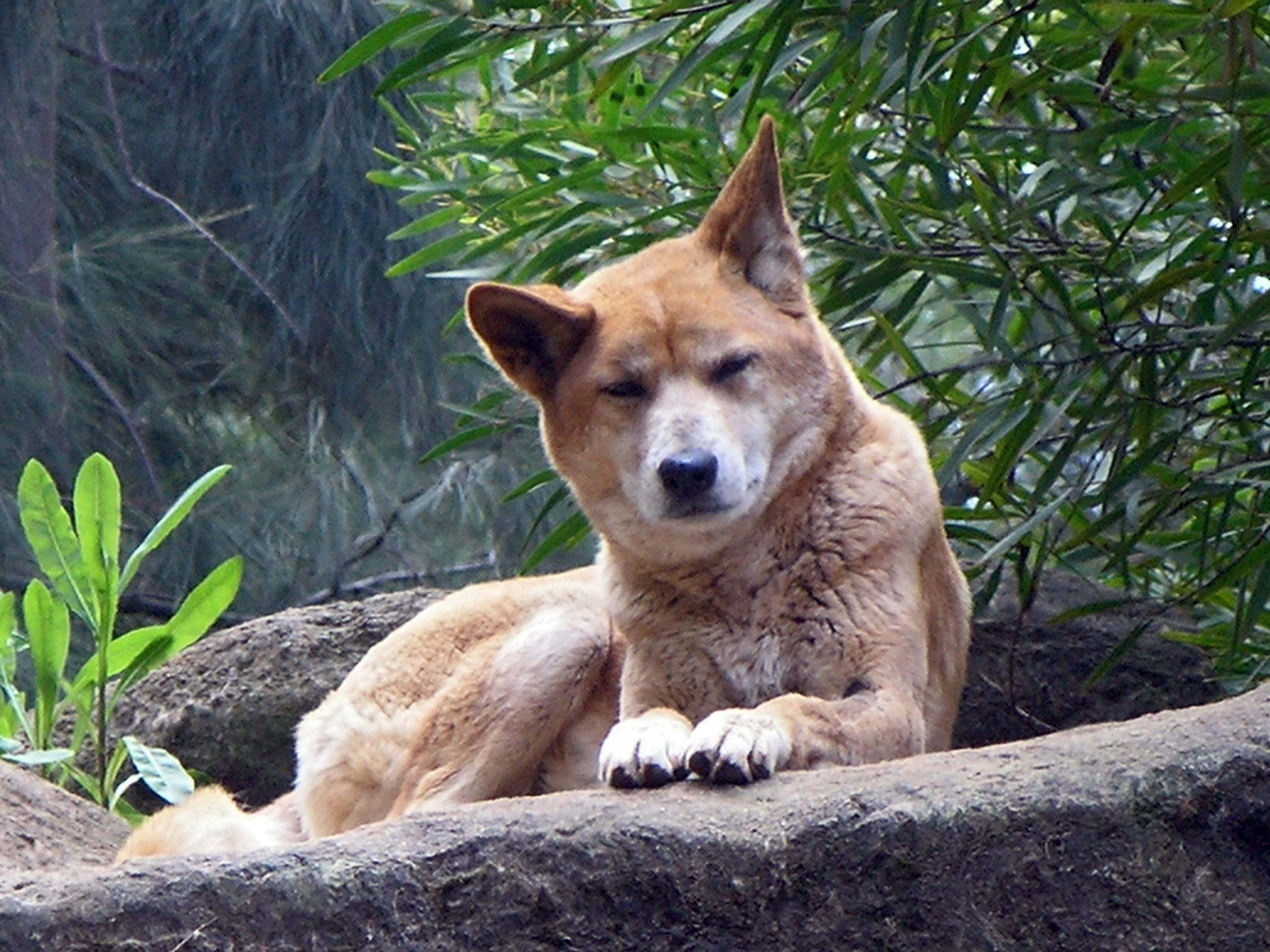
Dingo (Canis lupus dingo)
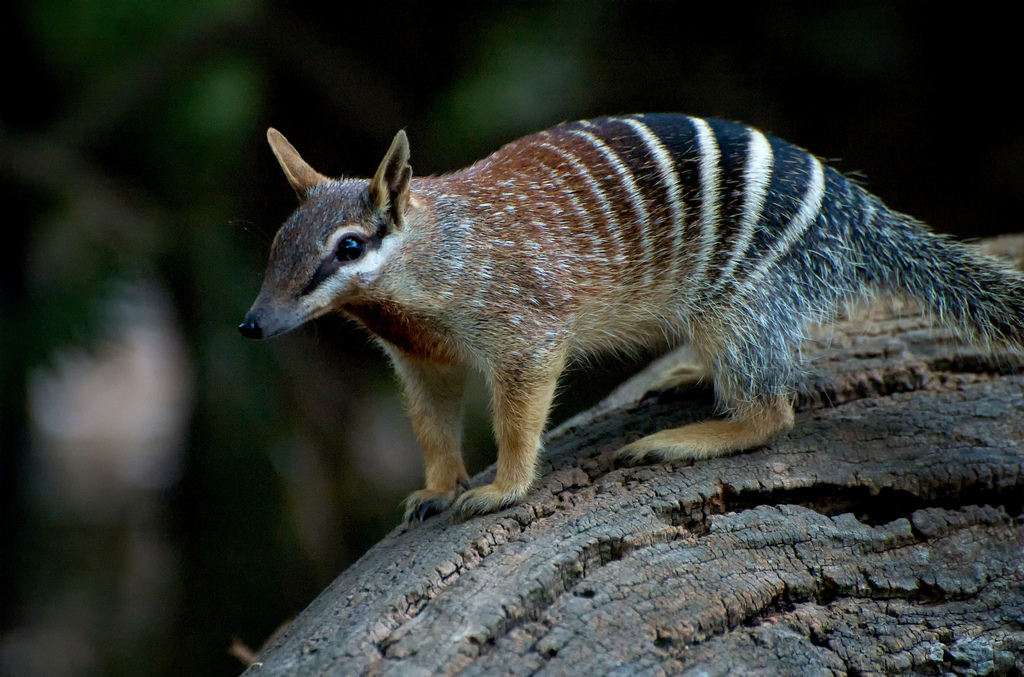
Numbat (Myrmecobius fasciatus)

## Ausstellungsschwerpunkte
Die Anlagen im Perth Zoo gliedern sich in drei große Hauptzonen: Australischer Rundgang, asiatischer Regenwald und afrikanische Savanne. Daneben existieren einige weitere Sektionen für kleine Primaten, südamerikanische Vögel, Galapagos-Riesenschildkröten sowie eine Gibbon-Insel auf dem Haupt-See.

## Arterhaltungsprogramme
Der Perth Zoo beteiligt sich an vielen Arterhaltungsprogrammen weltweit. Einen Schwerpunkt stellt dabei die Zucht australischer Arten dar, beispielsweise der folgenden: Numbat (Myrmecobius fasciatus), Schwarzschwanz-Beutelmarder (Dasyurus  geoffroii), Sprenkelbeutelmaus (Parantechinus apicalis), Gould-Maus (Pseudomys gouldii) sowie der zu den Glattechsen (Scincidae)  zählende Ctenotus lancelini.